# Корбетт, Кейлин
Кейлин Корбетт (англ. Kaylene Corbett; род. 15 июня 1999, Блумфонтейн) ― южноафриканская пловчиха, бронзовый призёр чемпионата мира 2025 года, призёр Игр Содружества, пятикратная чемпионка Африканских игр, четырёхкратная чемпионка Африки. Участница летних Олимпийских игр 2020 и 2024 годов.

## Биография
Родилась 15 июня 1999 года в Блумфонтейне, ЮАР.
В 2016 году на чемпионате Африки в родном городе стала обладателем четырёх золотых медалей, выиграв все дисциплины в брассе. В 2019 году на Африканских играх завоевала пять золотых медалей.
В 2021 году приняла участие в летних Олимпийских играх в Токио. На дистанции 200 метров брассом заняла итоговое пятое место.
В 2022 году на Играх Содружества в Бирмингеме стала бронзовым призёром на дистанции 200 метров брассом.
На Олимпийских играх 2024 года в Париже приняла участие в заплыве на дистанции 200 метров брассом, в итоговом протоколе став седьмой.
В 2025 году на чемпионате мира в Сингапуре стала бронзовым призёром чемпионата мира на дистанции 200 метров брассом.